# Michael Raymond-James
Michael Raymond-James   (Detroit, 24 de desembre de 1977) és un actor estatunidenc.

## Biografia
Raymond-James va néixer a Detroit, Michigan, i es va graduar al Clarkston High School el 1996. Va iniciar-se al teatre i va estudiar al Lee Strasberg Theatre and Film Institute a Nova York, amb George Loros, Geoffrey Horne i Robert Castle.

## Filmografia

### Cinema
| Any  | Títol             | Paper                  | Notes        |
| ---- | ----------------- | ---------------------- | ------------ |
| 2000 | Minor Blues       | Dill                   |              |
| 2006 | Black Snake Moan  | Gill                   |              |
| 2009 | Last of the Ninth | Tommy 'Babyface' Leone | Telefilm     |
| 2010 | The Twenty        |                        |              |
| 2011 | Bowman            | Mickey                 | Curtmetratge |
| 2012 | Jack Reacher      | Linsky                 |              |
| 2013 | Road to Paloma    | Irish                  |              |
| 2014 | The Salvation     | Paul                   |              |
| 2015 | Sons of Liberty   | Paul Revere            | Minisèrie    |

### Televisió
| Any       | Títol                             | Paper                      | Notes                             |
| --------- | --------------------------------- | -------------------------- | --------------------------------- |
| 2003      | Line of Fire                      | Threat                     | Episodi: "Take the Money and Run" |
| 2003      | The Handler                       | Mace                       | Episodi: "Off the Edge"           |
| 2004      | ER                                | Mr. Tunny                  | Episodi: "Try Carter"             |
| 2004      | North Shore                       | Damien Pruitt              | Episodi: "Meteor Shower"          |
| 2005      | CSI: Crime Scene Investigation    | Aaron Colite               | Episodi: "Unbearable"             |
| 2006      | Boston Legal                      | Kevin Armus                | Episodi: "Ivan the Incorrigible"  |
| 2006      | Medium                            | Travis McQueen             | Episodi: "Ghost in the Machine"   |
| 2008–2011 | True Blood                        | Rene Leiner                | 14 episodis                       |
| 2009      | ER                                | Jordan                     | Episodi: "Dream Runner"           |
| 2009      | ER                                | Stuart Moore               | Episodi: "The Family Man"         |
| 2009      | Cold Case                         | John 'Shameless' Clark '76 | Episodi: "Jackals"                |
| 2009      | Lie to Me                         | Gavin Howell               | Episodi: "The Core of It"         |
| 2009      | Life                              | Tex                        | Episodi: "Canyon Flowers"         |
| 2010      | Saving Grace                      | Westy Stevenson            | Episodi: "Hear the Birds?"        |
| 2010      | Terriers                          | Britt Pollack              | 13 episodis                       |
| 2011      | Law & Order: Special Victims Unit | Eddie Skinner              | Episodi: "Smoked"                 |
| 2012      | The Walking Dead                  | Dave                       | 2 episodis                        |
| 2015      | Sons of Liberty                   | Paul Revere                | minisèrie de TV                   |
| 2012–2014 | Once Upon a Time                  | Neal Cassidy/Baelfire      | 24 episodis                       |
| 2018      | Tell Me a Story                   | Mitch Longo                |                                   |